# 程强 (扶贫工作者)
程强，中华人民共和国政治人物、全国脱贫攻坚先进个人。

## 生平
程强任泾川县旭康食品有限责任公司董事长。因在脱贫攻坚战中作出突出贡献，2021年2月25日全国脱贫攻坚总结表彰大会上，程强被授予“全国脱贫攻坚先进个人”。